# Findling von Steinwies

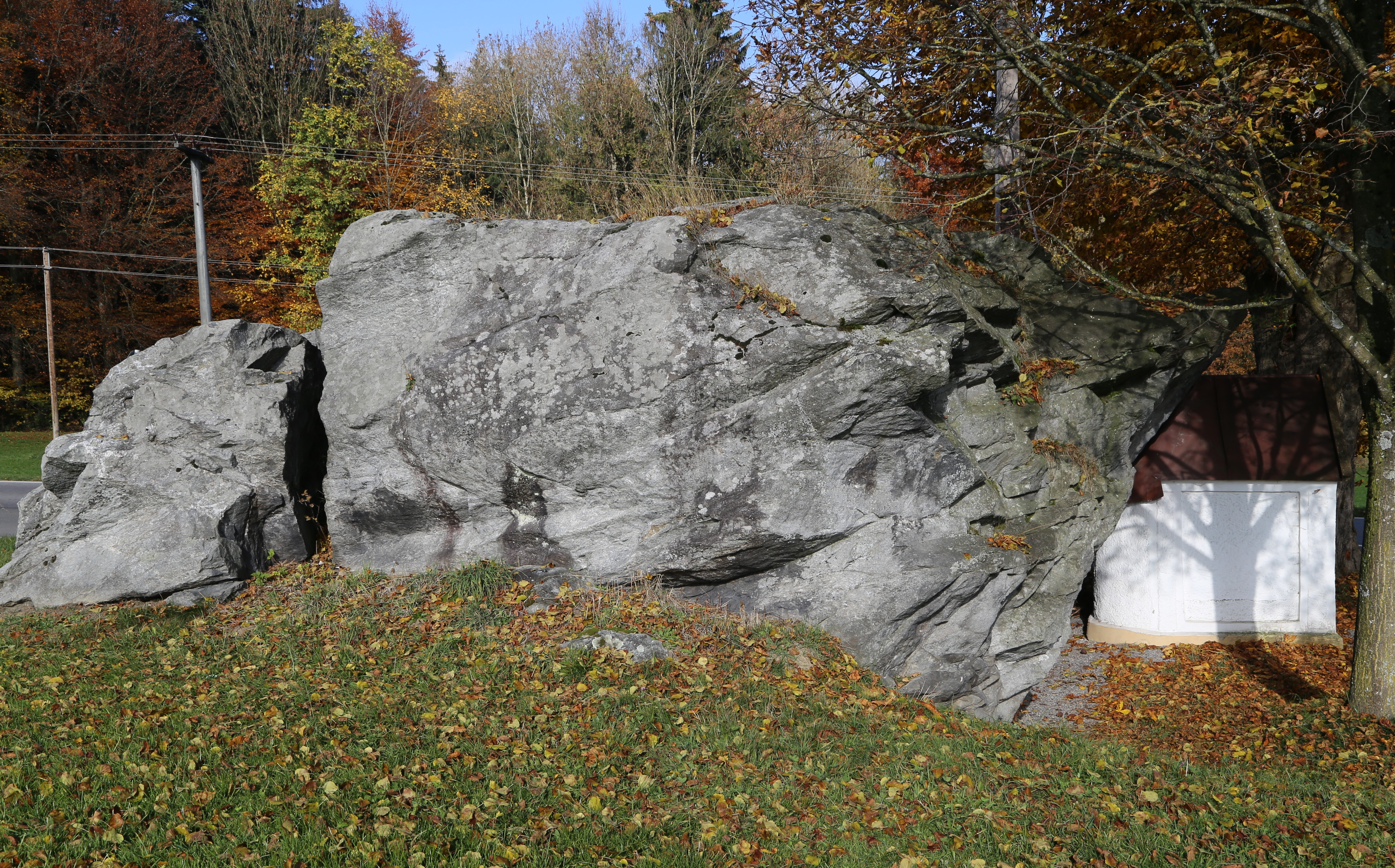
Findling von Steinwies

Der Findling von Steinwies ist ein Felsblock bei Steinwies, einem Ortsteil der Gemeinde Bad Feilnbach im oberbayerischen Landkreis Rosenheim in Bayern.

## Lage
Der Findling befindet sich südlich der Staatsstraße St 2010 bei Steinwies.

## Beschreibung

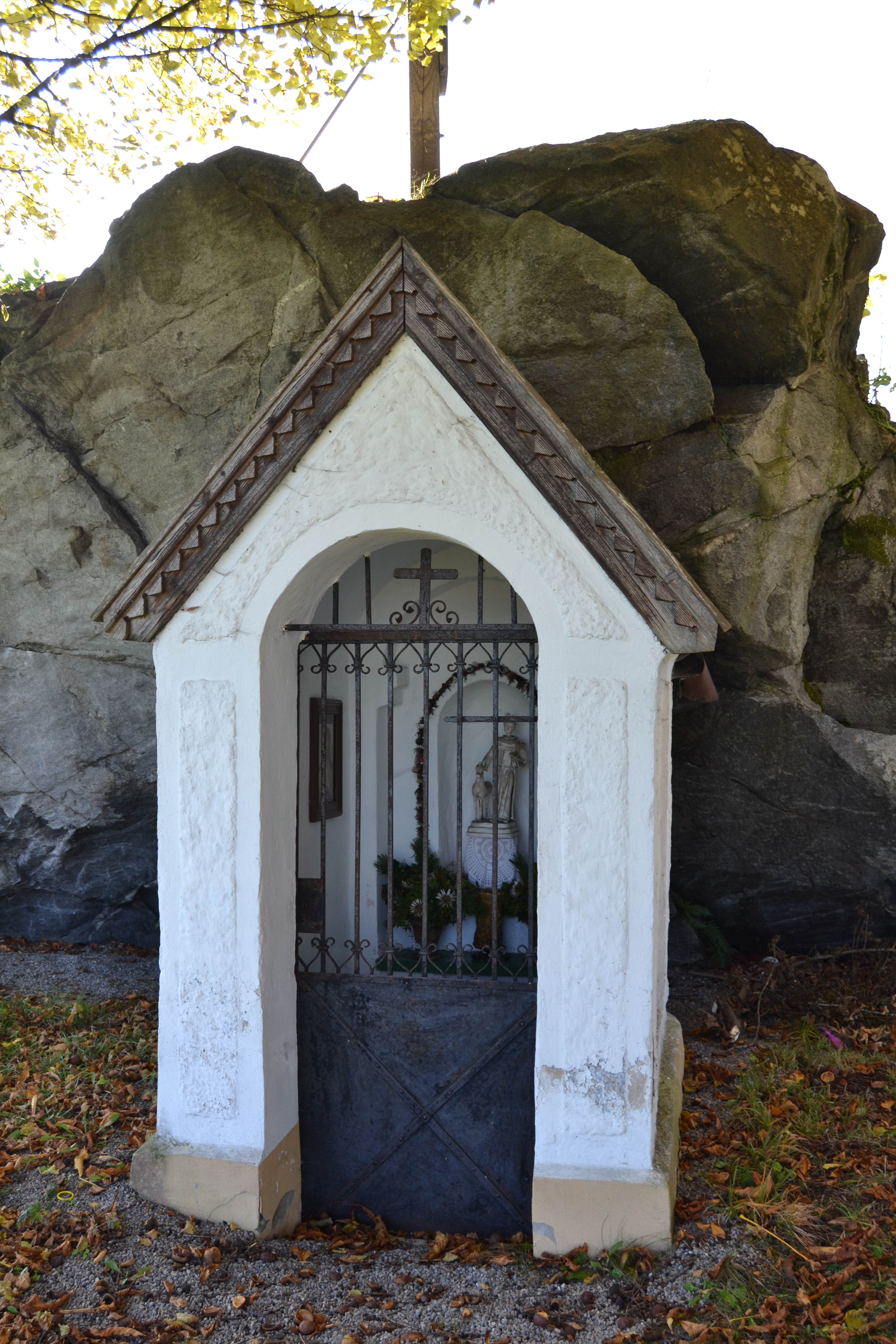
Steinwieskapelle

Große ortsfremde Felsblöcke in und auf Moränen bezeichnet man als Findlinge oder erratische Blöcke. Der große Block aus hellem, feinkörnigem, nicht-porphyrischen Ortho-Gneis (oder Zentralgneis) ist eckig bis kantengerundet und an der Westseite gespalten. Er ist etwa 8 Meter lang, 5 Meter breit und bis zu 3 Meter hoch.
Ein Feldkreuz befindet sich auf dem Felsblock. Davor befindet sich die vom Bayerischen Landesamt für Denkmalpflege als Baudenkmal ausgewiesene kleine Steinwieskapelle. 
Während der letzten Kaltzeit gelangte dieser Findling mit dem Inn-Chiemsee-Gletscher aus den österreichischen Zentralalpen bis in die Nähe von Au bei Bad Aibling.
Nach Abschmelzen des Gletschers blieb der Gneisblock hier liegen. Er zeugt von den großen Transportweiten des Eises und deren Gletscherständen, die weit ins Alpenvorland hinausreichten. Demnach trug der Inn-Chiemsee-Gletscher den Findling über eine Strecke von knapp 100 Kilometern, bevor er an seinem heutigen Fundort liegen blieb.
Die Zeitalter des Quartärs in den vergangenen 2,6 Millionen Jahren, waren durch starke Klimaschwankungen gekennzeichnet. Aus dem Alpenraum kennt man mindestens sechs Kaltzeiten, die über Zehntausende von Jahren andauerten. Hierbei wuchsen die Gletscher in den Gebirgen stark an und es bildeten sich zusammenhängende Gletscherflächen. Nur vereinzelt ragten Bergketten heraus. Die Eisränder bewegten sich immer weiter ins Vorland. Ihre größte Eisausdehnung erreichte die jüngste Kaltzeit (Würm-Kaltzeit) vor etwa 20.000 Jahren. Danach stiegen die Temperaturen wieder an und die Gletscher schmolzen allmählich ab. Seit etwa 15.000 Jahren ist das Alpenvorland vollständig eisfrei. Die vom ehemaligen Gletscher zurückgelassene Ablagerungen (Moränen) belegen die damaligen Eisstände.
Die alpinen Gletscher bestehen nicht ausschließlich aus Eis, sondern auch aus Gesteinsschutt. Dieser stammt von der Talsohle, den Talflanken und aus Felsstürzen sowie Lawinen. Die Eismassen transportieren das Gestein und lagern es an ihrem Grund, an den Seiten und an der Gletscherfront teilweise weit entfernt vom Herkunftsort als Moräne ab. Findlinge zeigen wie auch die Moränen an, welche Gebiete ehemals von Gletschern bedeckt waren. Hierbei liegt aber nicht jeder Findling sichtbar an der Erdoberfläche.
Nur wenige der Findlinge, die ins Alpenvorland transportiert wurden, liegen direkt an der Oberfläche. Mehrmaliges Vorstoßen und Abschmelzen der Gletscher sowie Schmelzwasserflüsse vor den Gletschern sind Ursache, dass die meisten Findlinge mit Schutt und Geröll bedeckt sind. Sie werden nur zufällig beim Kiesabbau oder bei Bohrungen entdeckt. 
Dieser Findling liegt im Bereich des ehemaligen Inn-Chiemsee-Gletschers. Er besteht aus Gneis und ist mit ca. 60 m³ einer der größten in Bayern. Das Gestein findet sich nicht in der näheren Umgebung, erst in den österreichischen Zentralalpen sind größere derartige Vorkommen zu finden. Die dortigen Gneise des Tauernfensters entstanden während der alpidischen Gebirgsbildung bei hohen Druck- und Temperaturbedingungen tief unter der Erdoberfläche durch Gesteinsumwandlung. Als Folge von Hebung und Erosion gelangten sie dann wieder an die Erdoberfläche. Heute bilden sie einen wesentlichen Teil der Hohen Tauern und der Zillertaler Alpen.

## Geotop

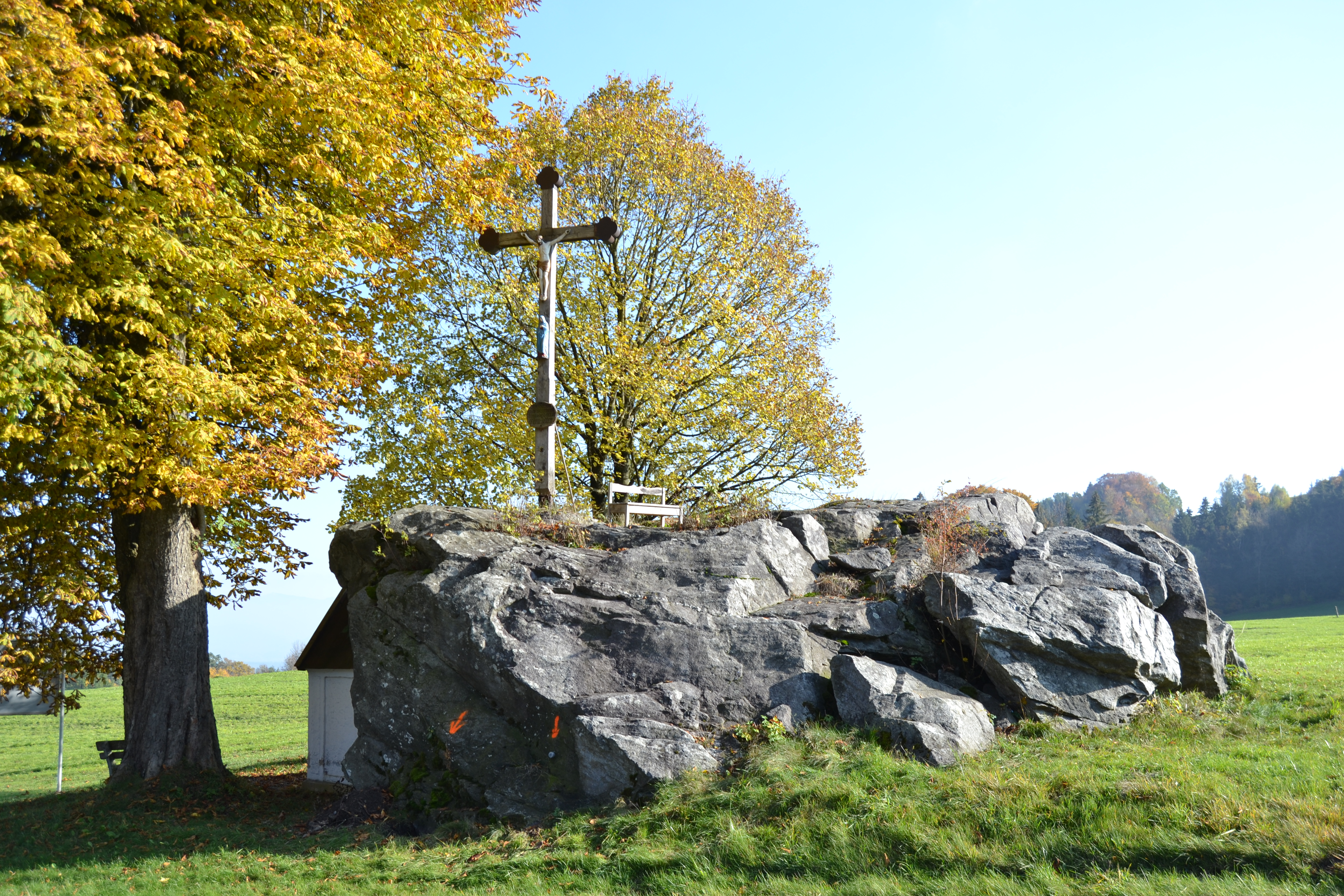
Findling, Sicht von Nordwesten

Der Findling von Steinwies ist vom Bayerischen Landesamt für Umwelt (LfU) als geowissenschaftlich bedeutendes Geotop (Geotop-Nummer: 187R020) ausgewiesen. Es wurde auch vom LfU mit dem offiziellen Gütesiegel Bayerns schönste Geotope ausgezeichnet.